# Sergio Bergamelli
Sergio Bergamelli (* 16. August 1970 in Alzano Lombardo) ist ein ehemaliger italienischer Skirennläufer. Wie seine jüngeren Brüder Giancarlo, Norman und Thomas war er Spezialist für die Disziplinen Riesenslalom und Slalom.

## Biografie
Bergamelli trat erstmals bei den Juniorenweltmeisterschaften 1988 international in Erscheinung, als er im Riesenslalom die Silbermedaille gewann. Im darauf folgenden Jahr wurde er Juniorenweltmeister im Slalom und gewann die Riesenslalom-Bronzemedaille. In der Saison 1988/89 belegte er den fünften Platz in der Gesamtwertung des Europacups, in der Saison 1989/90 den vierten Platz.
Am 23. November 1991 gewann Bergamelli seine ersten Punkte im Weltcup, als er im Riesenslalom von Park City den elften Platz erreichte. Wenige Wochen später, am 5. Januar 1992, gewann er den Riesenslalom in Kranjska Gora. Die Weltcup-Saison 1991/92 beendete er als Achter der Riesenslalom-Wertung. Diese Leistungen konnte er 1992/93 jedoch nicht bestätigen und 1994 fiel er wegen einer Verletzung fast das ganze Jahr aus.
In den darauf folgenden Jahren fuhr Bergamelli zwar regelmäßig unter die besten 20, mit der Weltspitze konnte er aber nicht mehr mithalten, so dass er häufig bei Europacup- und FIS-Rennen zum Einsatz kam. Im Frühjahr 2001 erklärte er seinen Rücktritt. Bei seinen drei Teilnahmen an Olympischen Spielen und Weltmeisterschaften kam er nie über einen 16. Platz hinaus.

## Erfolge

### Olympische Winterspiele
- Albertville 1992: 16. Riesenslalom
- Nagano 1998: 17. Riesenslalom

### Weltmeisterschaften
- St. Anton 2001: 17. Slalom

### Weltcup
- Saison 1991/92: 8. Riesenslalom-Weltcup
- 1 Sieg:

| Datum          | Ort           | Land      | Disziplin    |
| -------------- | ------------- | --------- | ------------ |
| 4. Januar 1992 | Kranjska Gora | Slowenien | Riesenslalom |

### Europacup
- Saison 1988/89: 5. Slalom-Wertung, 5. Gesamtwertung
- Saison 1989/90: 4. Riesenslalom-Wertung, 4. Gesamtwertung
- Saison 1998/99: 6. Slalom-Wertung

### Juniorenweltmeisterschaften
- Madonna di Campiglio 1988: 2. Super-G, 18. Abfahrt, 22. Riesenslalom
- Aleyska 1989: 1. Slalom, 3. Riesenslalom

### Italienische Meisterschaften
- 1 italienischer Meistertitel (Riesenslalom 1995)